# Carlos Nascimento (periodista)
Carlos Alberto Suriano do Nascimento, más conocido como Carlos Nascimento(Dois Córregos, 5 de diciembre de 1954), es un periodista brasileño. Nascimento es conocido por cubrir factos que marcaron la historia de Brasil y del mundo, como los atentados del 11 de septiembre de 2001, habiendo sido el presentador de la transmisión de TV Globo por largas horas.

## Biografía
Carlos Nascimento nació en Dois Córregos, donde empezó a trabajar como locutor de radio en la Rádio Cultura y en el periódico O Democrático. Ya en São Paulo, trabajó en las radios Nacional, Excelsior y América y en el periódico Super News. Fue columnista de los periódicos Diário Popular y Diário de São Paulo.
Graduado en periodismo por Faculdades Cásper Líbero en 1977, Nascimento comenzó sus actividades en la televisión en TV Globo. Trabajó, en este primer período, once años seguidos en TV Globo São Paulo, donde fue reportero de los noticieros Bom Dia São Paulo, Globo Rural, Globo Repórter y Jornal Nacional. Empezó a tener popularidad junto al gran público durante la cobertura de la muerte del presidente Tancredo Neves, en 1985.
En 1988, Nascimento decidió dar un nuevo rumbo a su carrera: de reportero pasó para presentador de noticieros. Su debut en esta nueva función fue en TV Cultura, conduciendo Jornal da Cultura. Un año después, Nascimento fue contratado por TV Record y, el año siguiente (1990), regresó a TV Globo - volviéndose en el primer conductor a actuar en esta emisora. Presentó los noticieros São Paulo Já/SPTV hasta 1998, y desde 1999, condujo Jornal Hoje, además de presentar ocasionalmente Jornal Nacional y Fantástico. Su último noticiero en TV Globo fue la edición de 31 de enero de 2004 de Jornal Hoje. El mismo día, salió de la emisora y fue contratado por Rede Bandeirantes.
El 15 de marzo de 2004, Nascimento debutó como presentador de Jornal da Band, en Rede Bandeirantes. Además del noticiero, también conducía un programa diario en la radio BandNews FM y hacía comentarios sobre política y economía en el canal de noticias BandNews TV y en Rádio Bandeirantes.
En febrero de 2006, Nascimento dejó Band y firmó contrato con SBT por cuatro años para integrar el equipo de periodismo de la emisora. Con la renovación del periodismo en SBT, en mayo de 2011, después de cinco años, dejó la bancada de SBT Brasil para Joseval Peixoto y Rachel Sheherazade, pero continuó en Jornal do SBT con Cynthia Benini. Un año después, volvió a hacer dúo con Karyn Bravo, de esta vez, en Jornal do SBT, pues Cynthia Benini dejó el noticiero por cuestiones personales.
En 2012, fue el conductor del programa O Maior Brasileiro de Todos os Tempos (El Mayor Brasileño de Todos los Tiempos). En septiembre de 2013, se alejó por licencia medica del Jornal do SBT para tratar de un cáncer colorrectal.
El 12 de mayo de 2014, Nascimento regresó a la televisión y asumió SBT Brasil, sustituyendo a Joseval Peixoto, que entró en vacaciones. Mismo magro y un poco debilitado debido al cáncer, Nascimento no perdió su bueno humor. Fue recibido con mucho cariño por Rachel Sheherazade. "Ojalá yo pueda hacer todo derechito para honrar lo que estás hablando", bromó Nascimento. Nascimento se quedó en la bancada de SBT Brasil hasta abril de 2020, en el auge de la pandemia de COVID-19 en Brasil, cuando se alejó por ser del grupo de riesgo. Su contrato fue cumplido hasta el fin previsto, en diciembre del mismo año, y no fue renovado.